# Lucille Ball
Lucille Ball (n. 6 august 1911 - d. 26 aprilie 1989) a fost o actriță, model și producătoare americană, care a primit Medalia Prezidențială pentru Libertate. Este cunoscută pentru sitcomurile I Love Lucy, The Lucy–Desi Comedy Hour, The Lucy Show, Here's Lucy și Life with Lucy.
Ball a fost nominalizată la 13 Primetime Emmy Award, câștigând 4. În 1977, Ball a primit Premiul Crystal. În 1979 i s-a acordat Premiul Cecil B. DeMille, un premiu pentru toată cariera din partea Kennedy Center Honors in 1986, și Premiul Guvernatorilor din partea Academy of Television Arts & Sciences în 1989.

## Legături externe
- Lucille Ball la Internet Movie Database